# Wolfgang Peiner
Wolfgang Peiner (* 14. Oktober 1943 in Hamburg) ist ein deutscher Wirtschaftsmanager. Von 2001 bis 2006 war er als Mitglied der CDU Finanzsenator der Freien und Hansestadt Hamburg.

## Leben
Peiners Vater war selbstständiger Malermeister. Nach der Mittleren Reife absolvierte Peiner zunächst eine Ausbildung zum Speditionskaufmann bei der Firma Kühne + Nagel in Hamburg. Nach dem anschließenden Abitur studierte er ab 1967 als Stipendiat der Konrad-Adenauer-Stiftung an der Universität Hamburg und in Lawrence, Kansas, Betriebswirtschaftslehre und schloss 1969 als „Master of Science in Accounting und Finance“ und 1971 als Diplom-Kaufmann ab. 1973 promovierte er über „Die Bilanzierung amerikanischer Geschäftsbanken“ zum Dr. rer. pol. 1975 wurde Peiner als Steuerberater und 1978 als Wirtschaftsprüfer bestellt.
Mit 16 Jahren trat Wolfgang Peiner der CDU-Jugendorganisation Junge Union bei, mit 17 Jahren der CDU. Er gehörte von 1978 bis 1984 der Hamburgischen Bürgerschaft an, zunächst als finanzpolitischer Sprecher und von 1982 bis 1984 Vorsitzender des Ausschusses für Rechnungsprüfung, Schriftführer im Haushaltsausschuss und zugleich stellvertretender Vorsitzender der CDU-Bürgerschaftsfraktion.
1971 begann er bei der Wirtschaftsprüfungsgesellschaft Arthur Andersen in Hamburg. 1977 wechselte er als Prokurist und später als Geschäftsführer zur CURA Vermögensverwaltung, einem Unternehmen der Otto-Gruppe, und 1984 schließlich in den Vorstand der Gothaer Lebensversicherung in Göttingen, deren Vorstandsvorsitzender er von 1988 bis 1990 war. Von 1990 bis 2001 war er Vorstandsvorsitzender des Gothaer Versicherungskonzerns in Köln und dadurch der erste gemeinsame Vorstandsvorsitzende der Gothaer Versicherungsvereine seit ihren Gründungen in 1820 bzw. 1827. Er formte den Gothaer Gleichordnungskonzern, der 1996 unter dem Namen Parion um die Berlin-Kölnische Lebensversicherung aG und Berlin-Kölnische Krankenversicherung aG erweitert wurde. Im Jahre 2001 erfolgte unter seiner Verantwortung als Vorstandsvorsitzender des Konzerns die Umwandlung des Gleichordnungskonzerns in den heute bestehenden Gothaer Unterordnungskonzern unter Führung der Gothaer Versicherungsbank VVaG. Das Amt als Vorstandsvorsitzender der Gothaer Versicherungsbank legte er am 31. Oktober 2001 nach der Berufung zum Senator der Freien und Hansestadt Hamburg nieder.
Peiner war darüber hinaus von 1993 bis 1998 Mitglied im Verwaltungsrat der Treuhandanstalt BVS, von 1994 bis 2001 im Aufsichtsrat der Deutschen Lufthansa AG sowie von 1998 bis 2001 im Verwaltungsrat der Kühne + Nagel International AG und bis 31. Oktober 2001 bei der damaligen Bankgesellschaft Berlin AG.
2001 wurde Peiner als Finanzsenator in den von Ole von Beust geleiteten Senat der Freien und Hansestadt Hamburg berufen. Er galt als der strategische Kopf des Senates und treibende Kraft hinter dem Leitbild „Metropole Hamburg – wachsende Stadt“, das die Politik des Senates von Ole von Beust prägte. Vom 3. Dezember 2001 bis zum 28. November 2006 war er Bundesschatzmeister der CDU. Als Senator und Präses der Finanzbehörde gelang es ihm im Rahmen eines schwierigen Konsolidierungsprozesses nach fünf Jahren einen ausgeglichenen Haushalt für den Doppelhaushalt 2007/2008 vorzulegen, die ersten ausgeglichenen Haushalte seit Kriegsende. Hierzu trug insbesondere die Privatisierung von über 130 Grundstücken der Stadt Hamburg zwischen 2006 und 2008 im Rahmen des „Projekts Immobilienmobilisierung“ (Primo) bei, für die die Stadt insgesamt Kaufpreise in Höhe von über einer Milliarde Euro erzielte; darunter beispielsweise die Grundstücke des Bartholomayhauses, des Bierberhauses, der Alten Post oder der Finanzbehörde am Gänsemarkt. Er verhandelte zudem den Erwerb einer 10 % Beteiligung an der Beiersdorf AG und sicherte so, gemeinsam mit den Brüdern und Investoren Michael Herz und Wolfgang Herz, die Eigenständigkeit des Unternehmens mit Sitz in Hamburg.
Peiner trieb als Finanzsenator die Fusion der Landesbanken in Hamburg und Schleswig-Holstein voran; es wurde ein gemeinsames Projekt der beteiligten Länder und des Sparkassenverbandes. Die Fusion erfolgte 2003 aufgrund der Beschlüsse der beteiligten Länderparlamente. Vorsitzende des Aufsichtsrates wurde Heide Simonis, Ministerpräsidenten von Schleswig-Holstein; Ziel sollte eine spätere Privatisierung und der Rückzug des Staates sein. Ende 2006 trat mit dem US-amerikanischen Fonds um J.C.Flowers ein international anerkannter Investor in den Aktionärskreis der Bank ein. Nach seinem Ausscheiden aus der Politik Ende 2006 wurde Peiner auf Wunsch aller Aktionäre zum 1. Januar 2007 Vorsitzender des Aufsichtsrates der Bank, um den geplanten Börsengang voranzutreiben. Er begleitete die Bank und die beteiligten Aktionäre bei der Bewältigung der Folgen der weltweiten Finanzkrise; zum 30. Juni 2009 gab er sein Amt auf, da der Börsengang wegen der Finanzkrise unrealistisch wurde.
Nach seinem Ende 2006 erfolgten Rückzug aus der Politik wurde Wolfgang Peiner im Mai 2007 als Wirtschaftsprüfer wiederbestellt und übernahm einen Posten als Generalbevollmächtigter der Wirtschaftsprüfungsgesellschaft Susat & Partner,, den er zum 31. Dezember 2010 niederlegte.
Seit 2007 vertritt Peiner die Hamburger Unternehmer Günter Herz, Michael Herz und Klaus-Michael Kühne in Aufsichts- und Verwaltungsräten. Er war Aufsichtsratsvorsitzender des Germanischen Lloyd AG von 2007 bis 2013, ist Aufsichtsratsmitglied der maxingvest AG seit 2008, sowie von 2007 bis 2012 Mitglied im Verwaltungsrat der Kühne + Nagel International AG, sowie seit 2007 im Verwaltungsrat der Kühne Holding AG und dem Stiftungsrat der Kühne-Stiftung.
Des Weiteren war Wolfgang Peiner in den Jahren 2008 und 2009 der Spiritus Rector und Verhandlungsführer des Konsortiums Albert Ballin, einer Gruppe von Investoren um Klaus-Michael Kühne. Das Hamburger Konsortium übernahm die Mehrheit an dem Transport- und Logistikunternehmen Hapag-Lloyd. Peiner sorgte dafür, dass die Hansestadt Hamburg, die Versicherer Signal-Iduna und Hanse Merkur sowie die HSH-Nordbank an dem Konsortium beteiligt wurden.
Er war Mitglied des Aufsichtsrates der Studio Hamburg GmbH bis zu seiner Wahl 2008 in den Verwaltungsrat des NDR, dessen Vorsitzender er 2010 wurde und dieses Amt bis 2013 bekleidete.
Peiner war vom 1. April 2010 bis 31. Januar 2012 Gründungspräsident der privaten Kühne Logistics University – Wissenschaftliche Hochschule für Logistik und Unternehmensführung in Hamburg.
Trotz seines Rückzuges aus der Politik beteiligte sich Peiner mehrfach öffentlich an der Diskussion über die Zukunft der Stadt. Es ging ihm dabei um die Frage „wovon soll die Stadt in Zukunft leben“. Grosse Aufmerksamkeit fanden die gemeinsam mit Altbürgermeister Klaus von Dohnanyi und Exsenator Wilfried Maier initiierten Aufrufe „In Sorge um Hamburg“ April (2014) sowie „Wissenschaftsmetropole des Nordens - Eine Antwort auf die sinkende Wettbewerbsfähigkeit der Metropolregion Hamburg“ (Januar 2020).

## Sonstiges
Von 1995 bis 2001 war Peiner Schatzmeister der Konrad-Adenauer-Stiftung sowie Vorstandsvorsitzender der Gothaer Kulturstiftung.
2008 wurde er auf Vorschlag des Gründers der Deutschen Nationalstiftung, Altkanzler Helmut Schmidt, in den Vorstand der Stiftung berufen, dem er bis zum Sommer 2018 angehörte. Von 2007 bis 2012 war er Mitglied im Hochschulrat der Technischen Universität Hamburg-Harburg. Seit 2015 gehört er dem Kuratorium der „Peter Tamm sr. Stiftung“ an, die Trägerin des Internationalen Maritimen Museums ist. Er gehörte zudem der Freitagsgesellschaft Helmut Schmidts an.
Peiner ist Autor zahlreicher Aufsätze und Fragen der Bilanzierung sowie der Entwicklung der Versicherungswirtschaft.